# 사카이 마키
사카이 마키(坂井 真紀, 1970년 5월 17일 ~)는 일본의 배우이다. 도쿄도 다이토구 출신이며, 주몬지 여자 대학 단기대학부를 졸업했다. 소속사는 스타더스트 프로모션이다.
1992년 데뷔 후 여러 텔레비전 드라마와 영화에 출연했으며 가수로도 활동했다.

## 출연

### 드라마
- 1998년 《세기말의 시》
- 2002년 《첫 체험》
- 2004년 《휴대폰 형사 제니가타 루이》
- 2008년 《에디슨의 어머니》
- 2009년-2010년 《웰카메》
- 2010년 《수증기 스나이퍼 스페셜》
- 2010년 《8일째 매미》
- 2010년 《건달군과 안경양》
- 2011년 《옥상이 있는 아파트》
- 미안해 청춘! (2014년 10월 12일 ~ 12월, TBS) - 아와시마 마이 역

### 영화
- 2003년 《키사라즈 캐츠아이 일본시리즈》
- 2006년 《불고기》
- 2008년 《우리들과 경찰아저씨의 700일 전쟁》
- 2008년 《논코 36세 (가정부)》
- 2009년 《드롭》
- 2010년 《인간실격》
- 2020년 《461개의 도시락》 - 엔도 사키에 역

### TV 애니메이션
- 2008년 《미치코와 핫친》 - 아츠코